# بيتر جيرمان
بيتر جيرمان (بالفرنسية: Peter Germain)‏ (22 يناير 1982 بسان مارك في هايتي - ) هو لاعب كرة قدم هايتي في مركز الوسط. شارك مع منتخب هايتي لكرة القدم. أما مع النوادي، فقد لعب مع Baltimore SC ‏.

## وصلات خارجية
- بيتر جيرمان على موقع الاتحاد الدولي (مؤرشف)  (الإنجليزية)
- بيتر جيرمان على موقع قاعدة بيانات كرة القدم.إي يو (الإنجليزية)
- بيتر جيرمان على موقع ناشيونال فوتبول تيمز (الإنجليزية)
- بيتر جيرمان على موقع Soccerway.com (الإنجليزية)